# Ани
Ани (јерм. Անի; грчки. Анион; лат. Abnicum) је некадашњи средњовековни јерменски град чији се остаци данас налазе у турској провинцији Карс, поред затворене границе са Јерменијом.
Између 961. и 1045. године био је престоница Багратидске Јерменије која је покривала већи део данашње Јерменије и источне Турске. Назван „градом 1001 цркве“, Ани је стајао на раскршћу разних трговачких путева и његови бројни верски објекти, палате и утврђења били су међу технолошки најнапреднијим грађевинама на свету. На свом врхунцу, Ани је био један од највећих светских градова, са могућом популацијом од око 100.000.
Познат по својој раскоши, Ани су опљачкали Монголи 1236. године. Ани се никада није опоравио од разорног земљотреса 1319. године и постепено је напуштан све док у 17. веку није био потпуно заборављен. Ани је нашироко признати симбол културне, верске и националне баштине Јермена. Према историчару Размику Паносиану, Ани је један од највидљивијих и најопипљивијих симбола богате јерменске прошлости и стога извор поноса. 2016. године је додат на Унесков Списак светске баштине.

## Локација
Град је смештен на троугластом месту, визуелно драматичном и природно одбрамбеном, заштићен на источној страни јаругом реке Ахурјан, а на западној долином Бостанлар или Тзагхкотзадзор. Ахурјан је огранак реке Аракс и чини део тренутно затворене границе између Турске и Јерменије. Локалитет се налази на надморској висини од око 1.340 m (4.400 ft).

## Историја

### Рана историја
Ани се први пут спомиње у 5. веку као снажна тврђава изграђена на врху брда у поседу јерменске династије Камсаракан.

### Престоница Багратида
961. године краљ Ашот III (953–977) пренео је престоницу из Карса у Ани. Ани се брзо проширио током владавине краља Смбата II (977–989). 992. Јерменски католикосат преселио је своје седиште у Ани. У 10. веку становништво се процењује на 50 000–100 000. Почетком једанаестог века број становника Ани био је знатно већи од 100.000, а његова репутација је била таква да је био познат као „град четрдесет капија“ и „град хиљаду и једне цркве“. Ани је такође постао седиште краљевског маузолеја краљева из династије Багратуни. 
Ани је врхунац своје моћи достигао током дуге владавине краља Гагика I (989–1020). После његове смрти, његова два сина сукобила су се због наследства. Најстарији син, Ованес-Смбат (1020–41), стекао је контролу над Анијем, док је његов млађи брат, Ашот IV (1020–40), контролисао друге делове краљевине Багратуни . Ованес-Смбат, плашећи се да ће Византијско царство напасти његово сада ослабљено краљевство, учинио је византијског цара Василије II Бугароубицу својим наследником. Када је Ованес-Смбат умро 1041. године, цар Михајло IV Пафлагонац, положио је суверенитет над Анијем. Нови краљ Анија, Гагик II (1042–45), успротивио се томе и неколико византијских армија послатих да заузму Ани је одбијено. Међутим, 1046. године Ани се предао Византинцима, након што је Гагик позван у Цариград и тамо задржан, на подстицај провизантијских елемената међу својим становништвом. У граду је постављен византијски гувернер.

### Постепено опадање и напуштање
1064. године велика селџучка војска под Алп Арсланом напала је Ани и након опсаде од 25 дана заузела је град и поклала његово становништво.
1072. године, Селџуци су Ани продали Шедадидима, муслиманској курдској династији. Шедадиди су генерално водили помирљиву политику према претежно јерменском и хришћанском становништву града и венчали су се са неколико припадника племства Багратид. Кад год би владавина Шедадида постала превише нетолерантна, становништво би се обраћало за помоћ хришћанском Краљевству Грузија. Грузијци су заузимали Ани пет пута између 1124. и 1209. године: 1124, 1161, 1174, 1199. и 1209. године. Прва три пута су га поново преузимали Шедадиди. 1199. године, грузијска краљица Тамара заузима Ани и 1201 додељује намесништво над градом генералима Закаре и Иване. Закареа је наследио његов син Шанше. Нова Закареова династија - Закариди - сматрали су се наследницима Багратида. Просперитет се брзо вратио у Ани, његова одбрана је ојачана и изграђене су многе нове цркве. Монголи су неуспешно опсели Ани 1226. године, али су 1236. године заузели и опљачкали град масакрирајући велики део његовог становништва. Под Монголима Закариди су наставили да владају Анијем, као вазали грузијског монарха.
До 14. века, градом су владале локалне турске династије, укључујући Џалајриде и Кара Којунлу (Туркмени Црног Овна) који су од Анија направили своју престоницу. Уништио га је земљотрес 1319. године. Тамерлан је заузео Ани 1380-их. Његовом смрћу, Кара Којунлу су повратили контролу, али су престоницу пренели у Јереван. 1441. Јерменски католикосат је учинио исто. Перзијски Сафавиди су затим владали Анијем све док није постао део турског Османског царства 1579. године. Мали град унутар његових зидина је опстао најмање до средине 17. века, али је место у потпуности напуштено до 1735. године када су последњи монаси напустили манастир у Богородичиној тврђави или Кизкале.

### Новије доба
У првој половини 19. века, европски путници открили су Ани за спољни свет, објављујући њихове описе у академским часописима и путним извештајима. Приватне зграде биле су нешто више од гомиле камења, али су велике јавне зграде и двоструки зид града били очувани.
1878. године регион Карса Османског царства - укључујући Ани - укључен је у Закаскавски регион Руске Империје. 1892. године у Анију су изведена прва археолошка ископавања, спонзорисана од Санкт Петербуршке академије наука и под надзором грузијског археолога и оријенталисте Николаса Мара (1864–1934). Марова ископавања у Анију настављена су 1904. и трајала до 1917. године. Велики делови града су професионално ископани, бројне зграде су откривене и измерене, налази су проучени и објављени у академским часописима, написани су водичи за споменике и музеј, а први пут је истражено цело место. Предузете су и хитне поправке на оним зградама које су биле у највећем ризику од урушавања. Основан је музеј за смештај десетина хиљада предмета пронађених током ископавања. Овај музеј био је смештен у две зграде: Минучир џамији и наменски изграђеној каменој згради. Јермени из суседних села и градова такође су почели редовно да посећују град а чак је и Маров тим говорио о изградњи школе за образовање локалне јерменске деце, изградњи паркова и садњи дрвећа како би улепшали локацију.
1918. године, током последњих фаза Првог светског рата, војска Османског царства борила се преко територије новопроглашене Републике Јерменије, заузевши Карс априла 1918. године. У Анију су покушани да се евакуишу артефакти који се налазе у музеју док су се турски војници приближавали месту. Око 6000 предмета је спашено и обједињено у музејску збирку; тренутно су део колекције јереванског Историјског музеја Јерменије. Све што је остало иза тога, касније је опљачкано или уништено. Предаја Турске на крају Првог светског рата довела је до обнављања Анија под јерменском контролом, али поновљена офанзива на Јерменску Републику 1920. резултирала је поновним заузимањем Анија. 1921. потписивањем Карског споразума озваничено је уступање територије која садржи Ани Републици Турској.
У мају 1921. године, владин министар Рıза Нур наредио је команданту Источног фронта Казиму Карабекиру да се споменици Анија „збришу са лица земље“. Карабекир је у својим мемоарима забележио да је енергично одбацио ову заповест и да она никада није извршена. Догодило се извесно разарање, укључујући већину Марових ископавања и поправки зграда. У октобру исте године потписан је засебни уговор између Турске и РСФСР-а, којим се потврђује граница између Турске и совјетске републике Јерменије каква је данас. Руски преговарач Ганецкиј је покушао да Ани укључи у совјетску републику Јерменију, али Карабекир се није сложио.
Током Хладног рата, Ани је лежао на турско-совјетској граници, делу Гвоздене завесе. Педесетих година Ани је био део територијалних претензија СССР-а на Турску. 1968. године дошло је до преговора између Совјетског Савеза и Турске, према којима би Ани био уступљен совјетској Јерменији у замену за уступање два курдска села Турској, али из разговора није произашло ништа.

## Тренутно стање
Данас, према Лонели Планет-у и Фромеровим туристичким водичима за Турску, званична дозвола за посету Анију више није потребна.
Током хладног рата и до 2004. године била је потребна дозвола турског Министарства културе. У једном тренутку 1980-их, фотографисање је било забрањено, јер је место лежало на тадашњој турско-совјетској граници.
Са јерменске стране границе, у провинцији Ширак, постављено је осматрачко место у близини села Хајкадзор, заједно са информативним паноом, али поглед је врло лош. Предстража Харкова пружа одличан поглед, али приступ ограничавају граничне трупе и руско војно особље. Дозвола за посету даје се у Министарству спољних послова у Јеревану бесплатно и траје недељу дана.
Према часопису The Economist, Јермени су „оптужили Турке да су то место занемаривали у духу шовинизма. Турци узвраћају да су Анијеве остатке потресле експлозије из каменолома на јерменској страни границе“.
Други коментатор је рекао: Ани је сада град духова, ненасељен више од три века и затворен унутар турске војне зоне на пропадајућој затвореној граници Турске са модерном Републиком Јерменијом. Анијева недавна историја је континуирано и увек растуће разарање. Занемаривање, земљотреси, културно чишћење, вандализам, вађење камена, аматерске рестаурације и ископавања - све ово и више учинили су велики данак на Анијевим споменицима.
Турске власти сада кажу да ће се потрудити да очувају и развију локацију, а Министарство културе уврстило је Ани међу места која је најнеопходније сачувати. По речима Мехмета Уфука Ердена, локалног гувернера: „Обнављањем Анија даћемо допринос човечанству...Почећемо са једном црквом и једном џамијом, а временом ћемо укључити сваки појединачни споменик“.
У марту 2015. године пријављено је да ће Турска номиновати Ани за 2016. годину на Унесков списак Светске баштине. Археолошко налазиште Ани је уписано као место Унескове Светске баштине 15. јула 2016. године.

## Галерија
- Зидови Анија са одбрамбеним кулама
- Град Ани
- Зидови Анија
- Северни улаз у Ани
- Ани, градски зид
- Рушевине моста са запада, река Ахурјан
- Капела у манастиру Хрипсимиан Виргин
- Зидови Анија
- Зидови Анија
- Црква Светог Григорија; у позадини је цитадела.
- Црква Светог Григорија
- Црква Христа Спаситеља
- Гравура из 1885. која приказује зидове Анија